# Richard Crudo
Richard Crudo (New York, 1957) is een Amerikaans cameraman, director of photography en filmregisseur. Hij is president van de American Society of Cinematographers (ASC), een van de belangrijkste filmorganisatie voor cameramensen ter wereld. Leden van deze prestigieuze organisatie mogen de letter A.S.C. achter hun naam zetten.

## Biografie
Crudo begon zijn filmcarrière als assistent-cameraman toen hij nog studeerde aan de Columbia-universiteit. Hij werkte in 1987 als assistent-cameraman samen met Joel en Ethan Coen in "Raising Arizona" en was cameraman in films als "Bongwater" (1997) en "Donnie Darko" (2001). Hij werkte als director of photography aan onder andere "American Pie" (1999). In 2009 regisseerde hij zijn eerste film "Against the Dark" met in de hoofdrol Steven Seagal. Hij is sinds 2002 lid van het bestuur van de ASC en was van 2003 tot 2004 president. Sinds 2013 is hij opnieuw president van de ASC.
- Biblioteca Nacional de España: XX1276729
- Gemeinsame Normdatei: 141042354
- International Standard Name Identifier: 0000 0001 1580 080X
- Library of Congress Control Number: no2010043770
- Nationale Bibliotheek van Tsjechië: xx0156492
- Virtual International Authority File: 108068992
- WorldCat: E39PBJgRPHQwxBjtqjhqKHgdwC